# Kanton Seiches-sur-le-Loir
Seiches-sur-le-Loir is een voormalig kanton van het Franse departement Maine-et-Loire. Het kanton maakte deel uit van het arrondissement Angers. Het werd opgeheven bij decreet van 26 februari 2014 met uitwerking op 22 maart 2015.

## Gemeenten
Het kanton Seiches-sur-le-Loir omvatte de volgende gemeenten:
- Bauné
- Beauvau
- La Chapelle-Saint-Laud
- Chaumont-d'Anjou
- Cornillé-les-Caves
- Corzé
- Fontaine-Milon
- Jarzé
- Lézigné
- Lué-en-Baugeois
- Marcé
- Seiches-sur-le-Loir (hoofdplaats)
- Sermaise